# 4 Lubelska Drużyna Wędrownicza
4 Lubelska Drużyna Wędrownicza "Czarna Czwórka" im. Hetmana Jana Zamoyskiego – drużyna harcerska, należąca do Związku Harcerstwa Polskiego, działająca przy Hufcu ZHP Lublin.

## Historia Drużyny

### Powstanie i początkowa działalność
Korzenie 4 drużyny harcerskiej o nazwie "Czarna Czwórka" sięgają do czasów zaborów Polski – do 1915 roku. Był to pierwszy rok działania drużyny. Drużyna została utworzona równocześnie z założeniem Gimnazjum Realnego im. Hetmana Jana Zamoyskiego przy ul. Ogrodowej w Lublinie. Założycielem szkoły oraz inicjatorem powstania drużyny był ks. Kazimierz Gostyński. Na początku drużyna zrzeszała 38 skautów wraz z jej założycielem Antonim Bukowskim. Oficjalnie uznana została przez Komendę Skautową 02.10.1916 roku.
W lutym 1921 roku funkcję drużynowego objął Franciszek Krzysztoń i za jego kadencji "Czwórka" uczestniczyła w Zlocie X-lecia harcerstwa we Lwowie (30.06-02.08.1921).
W czasie wojny 1920–21 na ogłoszoną 11 lipca 1920 roku mobilizację stawiło się 39 harcerzy z "Czarnej Czwórki".
W 1929 roku odbył się Ogólnopolski Zlot Harcerski, na który pojechało 20 harcerzy z "Czwórki". Po tym zlocie przyznano "Czwórce" kategorię "A".
W czerwcu 1935 roku 25 osobowa grupa z "Czwórki" mająca jechać na Jubileuszowy Zlot w Spale pojechała na obóz przygotowawczy do Rysa. W Spale drużyną dowodził W. Stysło.
W 1935 roku powstał po raz pierwszy zastęp żeglarski. Natomiast pierwszy zastęp żeński powstał prawdopodobnie w latach 1937–39.
W 1937 roku podzielono drużynę na starszych i młodszych harcerzy. Obie tworzyły "Gniazdo Harcerskie im. Jana Zamoyskiego" (zorganizowane ono było na prawach hufca).

### Okres II wojny światowej
W czasie II wojny światowej prawdopodobnie pluton z 4 Lubelskiej Drużyny Harcerskiej wraz z plutonem z 1 Lubelskiej Drużyny Harcerskiej brał udział w obronie Lublina. Harcerki natomiast pełniły wojskowe służby pomocnicze (sanitariat, łączność) oraz służby cywilne.

### Działalność po wojnie
Początki harcerstwa na wyzwolonej Lubelszczyźnie przedstawiały się następująco. W Lublinie pierwszą drużyną harcerską jaka powstała po wyzwoleniu w 1944 roku była 4 Lubelska Drużyna Harcerska. Równocześnie w Lublinie powstała Komenda Chorągwi Harcerzy i Komenda Chorągwi Harcerek.
Ponieważ w roku harcerskim 1946/47 4 Lubelska Drużyna Harcerska znacznie się rozrosła – podzielono ją na trzy mniejsze, które w sumie liczyły 148 harcerzy: Czarną, Brązową i Granatową zwaną również Błękitną.
W roku harcerskim 1946/47 nazwa drużyny została zmieniona na 4 LDS (4 Lubelską Drużynę Skautową). W Spale w 1947 roku występowała już jako skautowa.

### Zawieszenie pracy drużyny
W latach 1950–56 4 LDH nie działała, jak zresztą wiele drużyn Związku. Był to okres, w którym ZHP przestał istnieć. Od 1956 roku do początku lat 80. trudno określić, na czym polegała działalność drużyny. Szczątkowych informacji na ten temat dostarczają jedynie skromne, prywatne zbiory byłych członków drużyny. Przyczyną takiego stanu rzeczy było to, iż lata 60. i 70. zaliczane były w historii harcerstwa do tzw. "okresu błędów i wypaczeń". Lat tych nie uważano za coś chlubnego, czym można by się poszczycić, dlatego też zapewne do dokumentów z tamtego okresu nie przywiązywano później takiej wagi, jak do wartościowych materiałów historycznych.

### Reaktywacja drużyny w II LO
Działalność harcerska przy II Liceum Ogólnokształcącym im. Hetmana Jana Zamoyskiego po roku 1981 została zawieszona. Próby wznowienia jej zostały zainicjowane przez dyrekcję szkoły, która w roku szkolnym 1984/85 przydzieliła nowemu nauczycielowi, Ryszardowi Niewiadomemu, opiekę nad harcerstwem w szkole. Zadanie to okazało się trudne, gdyż harcerstwo nie było tak popularne, jak przed wojną. Aby zachęcić chłopców do harcerstwa umożliwiono części z nich wzięcie udziału w zimowisku w 1985 roku w Brzózce Królewskiej. Harcerzy z II LO reprezentował na nim m.in. Piotr Pilipczuk (późniejszy drużynowy).
Około roku 1986 w "Czwórce" pozostał tylko jeden członek drużyny – Piotr Pilipczuk, który to zorganizował nabór w szkole. Zgłosiły się same dziewczęta, więc 4 LDH stała się drużyną koedukacyjną.
W czerwcu 1994 roku zwolniono z funkcji drużynowego Piotra Pilipczuka. Nowym drużynowym został Marcin Pawłowski.
W lipcu 1998 roku mianowano drużynowym Grzegorza Gruzę i już w listopadzie zorganizowano nabór w II LO. Powstały 3 zastępy: Skamander – teatralny, Szekla – żeglarski, Czogori – górski z elementami ratownictwa medycznego (później specjalność zastępu została zmieniona na ratowniczo-medyczną).
W październiku 2001 roku Drużynę objął Paweł Krzywicki. Powstały 3 zastępy: 2 żeńskie – Cień (ratowniczo medyczny z elementami survivalu) i Carpe Diem (ogólny) oraz 1 męski – Crew (ratowniczo-medyczny), po jakimś czasie utworzono kolejny zastęp męski – F o numerze 14.

### Zmiana pionu wiekowego

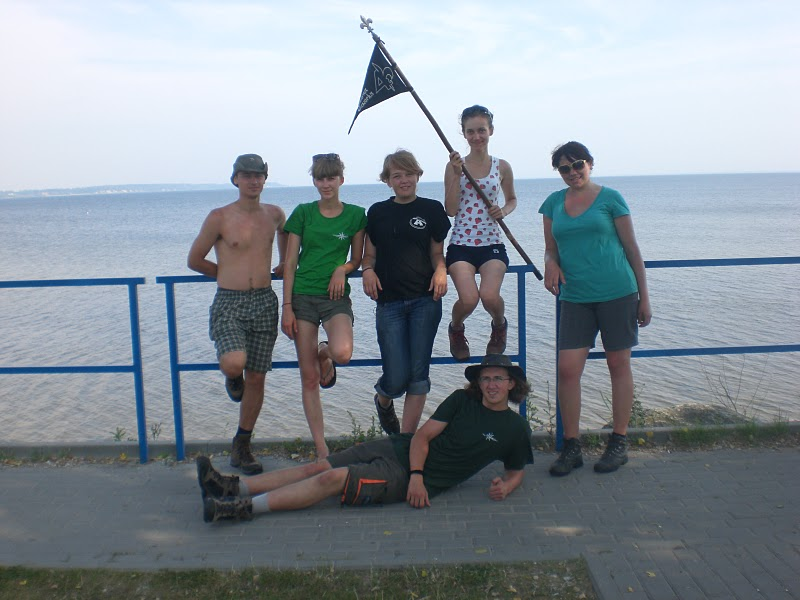
Obóz wędrowny "Północ-Południe" 2010

W latach 2003/2004 nastąpiła zmiana w strukturze ZHP. "Czarna Czwórka" zaczęła starać się o miano drużyny wędrowniczej (najstarszy pion wiekowy w harcerstwie). Zdobyła je w wakacje roku 2004.
W 2003 roku na Rajdzie Świętokrzyskim drużyna otrzymuje zaszczytną kategorię "A".
We wrześniu 2004 drużynę przejęła pierwszy raz w historii kobieta – Anna Rogulska, zastępowa Cienia. Utworzono trzy zastępy – 2 żeńskie (Rava Avis, En Naur) oraz męski Expander.
Rok później (wrzesień 2005) działalność zastępów zostaje zawieszona. Drużyna liczy 8 aktywnych członków (nie licząc instruktorów). Pracuje systemem wędrowniczym.
Obóz letni w 2006 roku 4 Lubelska Drużyna Wędrownicza spędza we Włoszech na międzynarodowym zlocie skautowym – Rover Way.
Od roku 2006 do maja 2007 działają dwa patrole wędrownicze – tzw. starszy i młodszy. Starszy realizuje ambitne projekty, integruje się, a młodszy szybko nadrabia harcerskie luki z technik.
3 marca 2007 roku zostaje zatwierdzona Konstytucja Drużyny. Tydzień później podczas zbiórki wyborczej na nową drużynową zostaje wybrana ze 100% poparciem Justyna Niećko.
10 sierpnia 2007 roku, podczas Zlotu w Kielcach drużyna otrzymuje zaszczytny tytuł „Drużyny na 100-lecie”. 5 września reprezentacja drużyny wybiera się z wizytą do druhny Naczelniczki ZHP i druha Przewodniczącego ZHP.
15 września podczas Zjazdu Hufca członek drużyny, phm. Paweł Krzywicki zostaje członkiem Komendy Hufca Lublin ZHP. W roku 2010 drużyna liczyła ok. 10 aktywnie działających osób. Część z nich uczestniczyła w Zlocie z okazji 100-lecia harcerstwa w Krakowie jako służby zlotowe.

### Obecna działalność
Drużyna działa w 4 Szczepie Harcerskim "n.p.m." im. gen. Mariusza Zaruskiego. W roku harcerskim 2016/2017 istniały w niej dwa patrole: ratowniczy i kulturalno-turystyczny.

## Czasopisma Drużyny
Harcerze z "Czarnej Czwórki" począwszy od roku 1921 mogli poszczycić się działalnością literacka. W latach 1921–22 wydawali pisemko "U ogniska". W grudniu 1924 roku ukazało się pismo młodzieży harcerskiej "Nasze Ognisko". W 1930 roku wydawali pisemko "Czwartak". W latach 2004–2005 wydawane było przez Olgę Gumieniak pismo jednego z zastępów pt. „Exodus Cienia”.